# Calyptomena whiteheadi
El eurilaimo de Whitehead (Calyptomena whiteheadi) es una especie de ave paseriforme la familia Eurylaimidae que habita solo en los bosques montanos del norte de Borneo. Es el miembro de mayor tamaño del género Calyptomena.
Su denominación hace honor al explorador británico John Whitehead (1860-1899) quien recolectó especímenes de fauna y flora en Borneo y otras partes del sudeste asiático.